# Костян, Ирина Александровна
Ири́на Алекса́ндровна Костя́н (род. 3 декабря 1955, Москва) — российский правовед, доктор юридических наук (2009), профессор на кафедре трудового права юридического факультета Московского государственного университета (с 2010); адвокат, член Союза юристов России; член редколлегии журнала «Вопросы Севера».

## Биография
Ирина Костян родилась 3 декабря 1955 года в Москве; в 1980 году она окончила вечернее отделение факультета правоведения Всесоюзного юридического заочного института. В 2000 году успешно защитила кандидатскую диссертацию — на тему «Индивидуальные трудовые споры и гарантии их разрешения»; стала кандидатом юридических наук и 20 ноября 2002 году начала преподавать на кафедре трудового права юридического факультета Московского государственного университета. Спустя два года опубликовала свою монографию «Трудовые споры. Судебный порядок рассмотрения трудовых дел». В 2007 году заняла позицию доцента на той же кафедре.
Помимо педагогической деятельности, Костян работала адвокатом (являлась членом Союза юристов России) и входила в состав редакционной коллегии журнала «Вопросы Севера». С 2002 года являлась членом экспертного совета, созданного при комитете по трудовому законодательству «Национальном союзе кадровиков „ВКК“», созданного в январе того же года. Четыре года спустя стала членом Московского общества трудового права и права социального обеспечения.
В 2009 году Костян успешно защитила докторскую диссертацию, научным консультантом которой выступил профессор Александр Куренной — на тему «Правовые проблемы защиты трудовых прав работников в условиях рыночных отношений в России». C 2010 года (по другим данным — с 2011) является профессором кафедры трудового права МГУ. По данным на 2019 год, читала студентам специальный курс «Проблемы рассмотрения и разрешения индивидуальных трудовых споров», а также вела курсы по работодательским актам и их значению в сфере регулирования трудовых отношений; по свободе договора в области трудового права; собственно, по трудовому праву и правоведению; и по практическим проблемам разрешения индивидуальных трудовых споров в рамках российского законодательства.

## Работы
Ирина Костян является автором и соавтором почти двух сотен научных публикаций (книг, глав и статей), посвящённых предпринимательскому и трудовому праву: преимущественно, вопросам защиты трудовых прав работников и трудовым договорам между нанимателем и работником. В своих работах выделила «особый вид субъективных трудовых прав — индивидуальные права коллективного характера, которым свойственны одновременно признаки как индивидуальных, так и коллективных трудовых прав работников: с одной стороны, такие права принадлежат определённому работнику, а с другой — восстановление таких прав одного работника влечет ущемление прав других работников» — отметив, что «при восстановлении индивидуального права коллективного характера одного работника необходимо решать вопрос и о судьбе других работников, права которых нарушены аналогичным образом».
- Защита субъективных прав, свобод и законных интересов: трудоправовой аспект. М.: Проспект, 2009.
- Трудовые споры. Судебный порядок рассмотрения трудовых дел. М.: Издательство МЦФЭР, 2004,
- Прекращение трудового договора. М.: Издательство МЦФЭР, 2004[2][3].
- Прием на работу. М.: Издательство МЦФЭР, 2005[4].
- Трудовой договор. М.: Издательство МЦФЭР, 2006.
- Совместительство: сложные вопросы. М.: Издательство МЦФЭР, 2006.
- Сокращение численности или штата работников: интересы работодателя. М.: Издательство Вершина, 2009.
- Handbuch für deutsches und russisches Arbeitsrecht, 2016 — в соавторстве.

## Награды
- Медаль ордена «За заслуги перед Отечеством» II степени (2024)[5].